# Spoorlijn Clisson - Cholet
De spoorlijn Clisson - Cholet is een Franse spoorlijn van Clisson naar Cholet. De lijn is 37,8 km lang en heeft als lijnnummer 527 000.

## Geschiedenis
De lijn werd geopend door de Administration des chemins de fer de l'État op 10 juli 1882. Tussen 2018 en 2019 is de lijn volledig gerenoveerd.

## Treindiensten
De SNCF verzorgt het personenvervoer op dit traject met TER treinen.
| Serie | Treinsoort | Route           | Bijzonderheden |
| ----- | ---------- | --------------- | -------------- |
| P 6   | TER (SNCF) | Nantes – Cholet |                |

## Aansluitingen
In de volgende plaatsen is of was er een aansluiting op de volgende spoorlijnen:
Clisson
RFN 530 000, spoorlijn tussen Nantes en Saintes
Saint-Christophe-du-Bois
RFN 526 000, spoorlijn tussen Vouvant-Cezais en Saint-Christophe-du-Bois
Cholet
RFN 523 000, spoorlijn tussen La Possonnière en Niort
RFN 523 606, stamlijn Cholet
RFN 523 611, stamlijn Cholet